# 波蘭戰鬥標誌

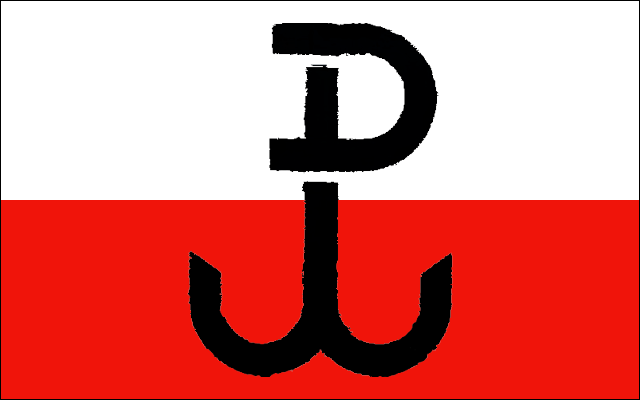
Kotwica（波兰语，意为锚），第二次世界大戰波蘭家乡軍軍旗，也是波蘭人民抵抗納粹德國的象徵。這支旗在戰後一度被波蘭流亡政府採用。

戰鬥波蘭（波蘭語：Polska Walcząca，縮寫：PW），也稱為錨（波蘭語：kotwica），標誌為一船錨狀之記號，錨的上半部呈P字形，象徵波蘭；錨鉤為字母W，代表戰鬥或「船錨」。此記號象徵重新奪回被納粹德國占領的波蘭主權，在二次大戰期間被廣泛使用。在當時被佔領的波蘭國內牆面及人行道上，都可以看見船錨印記的塗鴉。在船錨標誌出現的前一年，也曾有過類似的破壞行動。2014年6月波蘭眾議院通過一項法案，以保護「波蘭戰鬥標誌」。根據法案的第一條，這個標誌象徵了第二次世界大戰期間，波蘭民族對抗德國入侵者及佔領者，並代表民族福祉，是須要受到保護的波蘭共和國歷史遺產。對波蘭戰鬥標誌表示敬重，是每一個波蘭共和國公民的權利與義務；公開藐視該記號者將處以罰鍰（該法第二條及第三條）。